# Магнитогорская обувная фабрика
Магнитогорская обувная фабрика — предприятие обувной промышленности в городе Магнитогорск Челябинской области. Одно из крупнейших предприятий России по выпуску обуви для детей и взрослых.
В советское время предприятие выпускало 75 % всей обуви, изготавливаемой в области. 
В настоящее время компания презентует до 5 коллекций в год; обувь выпускается под собственными запатентованными брендами: «Фома», «Беги» и «Унтоваленки».

## История

### 1941 - 1991
Фабрика основана в первый год Великой Отечественной войны на базе обувной фабрики, эвакуированной из города Осипенко. В августе 1941 года почти весь коллектив мобилизовали на рытье окопов.
Директором фабрики на тот момент была коммунист Евдокия Кузьминична Махова, а главным инженером — Семён Абрамович Криворук. Немцы подходили к городу, и горком партии отдал распоряжение грузить все с фабрики в вагоны для эвакуации. К указанному сроку 35 вагонов, два из которых были предназначены для перевозки людей, стояли на железнодорожной станции и были отправлены в Магнитогорск 26 сентября 1941 года. В начале октября 1941 года началась оккупация Бердянска немецкими войсками. Директором Магнитогорской обувной фабрики был назначен Семён Абрамович Криворук, на основании приказа Челябинского областного управления лёгкой промышленности от 11 ноября 1941 года.
В целях скорейшего размещения и ввода в эксплуатацию обувной фабрики в соответствии с приказом от 29 декабря 1941 года, начальник облегпрома Баранов утвердил предоставленный проект размещения технологического оборудования. Фабрика была введена в эксплуатацию 11 февраля 1942 года и за первый год своего существования выпустила первые 107 210 пар обуви.
В 1943 году объём производства увеличился более чем в три раза, по сравнению с 1942 годом. Численность работающих сократилась на 50 человек, тогда как в прошлом году она составила 404 человека. Годовой план по валовой продукции был выполнен на 79,8 %. Работа фабрики в 1944 году протекала в тяжёлых условиях. Сырьем и материалами она снабжалась не более чем в половинном размере от количества отпущенных фондов и не больше третьей части запланированной потребности. Лимитировала работу и нечёткая работа оборудования из-за отсутствия запасных частей и штата работников металлообрабатывающих профессий. Всё это вызвало невыполнение производственной программы. Имела место низкая сортность продукции из-за некачественного сырья и частых поломок оборудования. Тем не менее, к концу года, получив достаточное количество сырья и материалов, план четвёртого квартала фабрика выполнила на 104,5 %, а план декабря - на 185,8 %. В первом квартале 1945 года началось строительство механизированного и конвейеризированного цеха № 1 по изготовлению мужской рабочей обуви производительностью 800 пар в смену.
После войны фабрика лишилась наиболее квалифицированной части своего коллектива: многие люди вернулись туда, откуда они были эвакуированы в годы войны. В начале 1946 года С. А. Криворук освободил должность директора. В дальнейшем смена руководства продолжалась до 1950 года. После чего коллектив возглавил высококвалифицированный специалист У. Г. Флейшман. В 1956 году фабрика впервые вышла на миллионный рубеж объёма производства, выпустив 1 млн. 70тыс. 390 пар обуви. В 1959 году Магнитогорская обувная фабрика стала крупнейшим предприятием в своей отрасли на Южном Урале. Она выпускала 75 % всей обуви, изготавливаемой в Челябинской области.
В течение 1980-х годов коллектив, осваивая мощности в 7,5 миллионов пар обуви в год, начал переходить к специализации на производство детского ассортимента. В стране ощущался острый дефицит детской обуви. К тому времени продукция предприятия распределяется в 200 городов страны и за рубеж — на Кубу, в Монголию, Сирию, Эфиопию, Марокко, Афганистан. С 1 апреля 1984 года фабрика вышла из состава Челябинского обувного промышленного объединения и становится юридически самостоятельным предприятием. С 1 января 1987 года фабрика перешла на полный хозрасчёт, самофинансирование и самоокупаемость, а с 1 ноября коллектив стал именоваться Магнитогорским промышленно-торговым обувным объединением. В этом году были максимально освоены производственные мощности, объём за год составил более 7,5 млн пар обуви.

### После 1991
В начале 1990-х годов из-за системного кризиса в отечественной экономике на предприятии произошёл обвал производства, начался отток кадров. Предприятие практически остановилось. 
1997 году решением наблюдательного совета генеральным директором ОАО «Магнитогорская обувная фабрика» назначен Владимир Викторович Волошок.
Сегодня предприятие специализируется на производстве и реализации обуви для детей, подростков и взрослых, компания презентует до 5 коллекций в год. Обувь выпускается под собственными запатентованными брендами: «Фома», «Беги» и «Унтоваленки» (тёплая и лёгкая обувь из натуральных материалов на нескользящей подошве из термоэластопласта). 
Детская обувь соответствует ГОСТам и рекомендована ортопедами для профилактики плоскостопия. 
При производстве анатомической обуви фабрика использует «рантовый» метод – метод самого прочного крепления подошвы.
В 2002 году объём выпускаемой продукции достиг 300 тысяч пар в год.
В 2009 году, по данным Forbes, на предприятии трудилось 600 человек.
В 2016 году филиал фабрики — «Фабрика Богатырь» - открылся в селе Агаповка Челябинской области. 
В 2017 году компания закупила автоматизированный раскройный комплекс «АТОМ».